# Ibtissam Tiskat
Ibtissam Tiskat (in arabo ابتسام تسكت‎?, Ibtissām Tiskat; Fès, 3 ottobre 1992) è una cantante e attrice marocchina.
Raggiunse la popolarità partecipando alla seconda stagione di Arab Idol e alla decima stagione di Star Academy Arab World.

## Discografia
- Erja3 Lia (2015)
- Menak Wla Meni (2017)
- Al Khawa (2017)
- Bghani B3youbi (2017)
- Eddalem (2018)
- Rajaa Belour (2019)
- Arossetna Fenna (2019)